# Sideroxylon celastrinum
Sideroxylon celastrinum là một loài thực vật có hoa trong họ Hồng xiêm. Loài này được (Kunth) T.D.Penn. miêu tả khoa học đầu tiên năm 1990.

## Hình ảnh

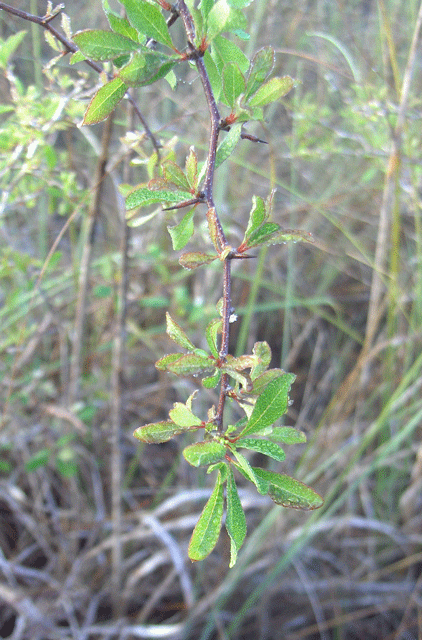